# Sport Bissau e Benfica
Sport Bissau e Benfica znany też jako Benfica Bissau – klub piłkarski z Gwinei Bissau grający w pierwszej lidze, mający siedzibę w mieście Bissau.

## Sukcesy
- Campeonato Nacional da Guiné-Bissau[1]:
  - mistrzostwo (15): 1977, 1978, 1980, 1981, 1982, 1988, 1989, 1990, 2010, 2015, 2017, 2018, 2022, 2024, 2025

- Puchar Gwinei Bissau[2]:
  - zwycięstwo (10): 1980, 1989, 1992, 2008, 2009, 2010, 2015, 2018, 2021, 2022
  - finał (7): 1979, 1982, 1983, 1985, 1988, 1991, 2006, 2024

## Występy w afrykańskich pucharach
| Sezon | Rozgrywki                 | Runda   | Kraj                     | Klub                   | Dom | Wyjazd | Dwumecz                       |
| ----- | ------------------------- | ------- | ------------------------ | ---------------------- | --- | ------ | ----------------------------- |
| 1978  | Puchar Mistrzów           | 1       |                          | Silures Bobo-Dioulasso | 2–3 | 0–7    | 2–10                          |
| 1980  | Puchar Mistrzów           | 1       | Wybrzeże Kości Słoniowej | Stella Club d’Adjamé   | 2–3 | 0–4    | 2–7                           |
| 1981  | Puchar Mistrzów           | 1       | Togo                     | OC Agaza               | –   | –      | walkower dla OC Agaza         |
| 1983  | Puchar Mistrzów           | 1       | Maroko                   | KAC Kénitra            | –   | –      | walkower dla KAC Kénitra      |
| 1986  | Puchar Zdobywców Pucharów | wstępna | Gambia                   | Starlight Bandżul      | 1–1 | 0–3    | 1–4                           |
| 1989  | Puchar Mistrzów           | wstępna | Sierra Leone             | Mighty Blackpool FC    | –   | –      | walkower dla Mighty Blackpool |
| 1990  | Puchar Mistrzów           | wstępna | Gwinea                   | AS Kaloum Star         | 0–2 | 0–1    | 0–3                           |
| 1993  | Puchar Zdobywców Pucharów | wstępna | Mauretania               | ASC Snim               | –   | –      | walkower dla ASC Snim         |
| 2007  | Puchar Konfederacji       | wstępna | Gwinea                   | Satellite FC           | 1–3 | 1–3    | 2–6                           |
| 2009  | Puchar Konfederacji       | wstępna | Senegal                  | ASC Yakaar             | 1–2 | 0–1    | 1–3                           |
| 2010  | Puchar Konfederacji       | wstępna | Gwinea                   | Baraka Djoma SSG       | 0–0 | 2–3    | 2–3                           |
| 2018  | Liga Mistrzów             | wstępna | Maroko                   | Difaâ El Jadida        | 0–0 | 0–10   | 0–10                          |

## Stadion
Domowe mecze klub rozgrywa na stadionie o nazwie Estádio Lino Correia w Bissau. Stadion może pomieścić 12000 widzów.

## Reprezentanci kraju grający w klubie od 2000 roku
Stan na styczeń 2023.
| - Tidjani Badjana - Lote Biaguê - Salifo Camará - Sidney Carvalho - Rui Cassamá - Pelson Luís Có - Siaca Conté - Cizario da Costa - Toni da Silva - Dembó - Sumaila Djassi - Djocolili - Albertine dos Santos - Falilo - Bacari Augusto Fernandes - Anjú Gomes | - Emery Gomes - Mamadú Iaia - Iano Imbeni - Filipe Manga - Duarte Midana - Belmiro Nanque - Flaviano Nanque - Burá Nogueira - Obetche - Kenedi Oliveira - Edi Pedro - Saliú - Suleimane Seidi - Agostinho Soares - David Soares da Gama |